# 1442
1442 (MCDXLII) a fost un an comun al calendarului iulian, care a început într-o zi de luni.

## Evenimente
- 18 martie: Bătălia de la Sântimbru. Oastea lui Ioan de Hunedoara este înfrântă de armata turcească a lui Mezid, begul Vidinului. Episcopul Transilvaniei, Gheorghe Lepeș, moare în luptă.
- 22 martie: Bătălia de la Sibiu. Victoria lui Ioan de Hunedoara asupra oastei begului Mezid.

## Nașteri
- 28 aprilie: Eduard al IV-lea al Angliei  (d. 1483)
- 13 iulie: Vannozza dei Cattanei  (d. 1518)
- dată necunoscută: Tamás Bakócz  (d. 1521)

## Decese
- 14 noiembrie: Iolanda de Aragon, 58 ani, regină consort a Neapolelui, regentă a Aragonului, ducesă de Anjou, contesă de Provence (n. 1384)